# Pachnobia modesta
Pachnobia modesta là một loài bướm đêm trong họ Noctuidae.